# Ryszard Paweł Kunicki

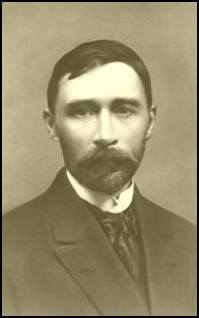
Ryszard Paweł Kunicki

Ryszard Paweł Kunicki (* 15. April 1873 in Tiflis; † 23. Februar 1960 in Warschau) war ein polnischer Arzt, sozialistischer Politiker in Teschener Schlesien sowie Abgeordneter des Österreichischen Abgeordnetenhauses und der Sejm.

## Ausbildung
Nach der klassischen Mittelschule in Warschau (1892) studierte er Medizin an der Universität Warschau. 1894 musste er sein Studium unterbrechen, da er wegen Unabhängigkeitsaktivitäten verurteilt und ins Gouvernement Simbirsk (heute im Oblast Uljanowsk) verbannt wurde. 1899 schloss er sein Studium schließlich in Krakau ab.

## Politik
Nach Abschluss seines Studiums siedelte er sich im größten Bergbaurevier Österreich-Ungarns um Karwin im Teschener Schlesien (später Olsagebiet) an, zunächst in Łazy, 1901 in Mährisch Ostrau, ab 1902 in Freistadt. Dort stieß er zu Tadeusz Reger.
Er war Mitglied der Polnischen Sozialdemokratischen Partei Galiziens und Schlesiens sowie anderer polnischer und sozialistischer Organisationen, wie Macierz Szkolna dla Księstwa Cieszyńskiego, Robotnicze Stowarzyszenie Kulturalno-Oświatowe „Siła“, Rada Nadzorcza Banku Rolniczego in Freistadt, der Krakauer Volksuniversität. Zudem gab er von 1909 bis 1911 die polnischsprachige Zeitung Robotnik Śląski heraus. Als Vertreter des Wahlbezirks Schlesien 13 (Teschen, Jablunkau) war er in den Jahren von 1907 bis 1911 Mitglied des Österreichischen Abgeordnetenhauses.
Im Ersten Weltkrieg diente er in den polnischen Legionen, ab 1917 als Arzt im Militärkrankenhaus in Teschen.
In den Jahren von 1918 bis 1920 war er Mitglied des Rada Narodowa Księstwa Cieszyńskiego (Nationalrat des Herzogtums Teschen), ab 1920 Vorstandsmitglied der Polnischen Sozialistischen Partei. Anschließend lebte er in Krakau, Łódź sowie Warschau. In den Jahren von 1919 bis 1922 war er Abgeordneter des Sejms.